# 希臘奧林匹克委員會
希臘奧林匹克委員會（Hellenic Olympic Committee）是希臘的國家奧林匹克委員會。該組織成立於1894年1月3日，是國際奧林匹克委員會和歐洲奧林匹克委員會的成員。1896年，首次派員參加首屆現代運動會。
現時，希臘奧林匹克委員會的總部設都雅典，主席是前水球運動員Spyros Kapralos。

## 資料來源
1. ↑  .   [2014-06-04]. （原始内容存档于2009-01-02）.